# 1934年巴黎骚乱
1934年2月6日的危机（法語：Crise du 6 février 1934），是1934年法国极右翼团体在警察局长让·恰普被解职后在巴黎众议院前发动的大规模示威游行及后续产生的骚乱，以抗议左翼势力逐渐强大的政府。
示威演变为协和广场的暴乱，当晚造成14名平民死亡，1名警察死亡，1000多人受伤。几天后，又有2名平民伤亡，另有4人受伤，使1934年2月6日的死亡总数达到19人。1934年2月6日的危机是自1891年富尔米枪击事件以来第三共和国最血腥的示威之一。2月7日、9日和12日发生了新的暴力示威，抗议者方面有新的受害者。在所有这些抗议活动中，警察镇压造成30人死亡。
第二天，这场危机导致了第二届达拉第政府的垮台，并对法国政治生活产生了深远而持久的影响。

## 危机中的共和国

### 经济和政治背景
1933年12月底，拉尼-蓬波讷的火车脱轨灾难引起了巨大的情绪。人民要求有人负责。
1934年初，世界遭受了1929年经济崩溃和极端主义兴起带来的经济危机的后果。
在意大利和苏联，墨索里尼和斯大林巩固了他们的个人权力。在德国，希特勒于1933年1月30日被任命为总理，并于同年3月23日获得全部权力。在奥地利，陶尔斐斯成为法西斯独裁者。
法国从1931年开始受到1929年源于美国大萧条的影响。经济和社会危机特别影响到中产阶级，这是共和国的传统支持阶层，失业从1932年的273,000人升至1934年的340,000人。然而，事实证明，政权无法提供解决方案，其预算严重赤字。一个接一个的政府（1932年5月至1934年2月经历六个政府）由相同的多数派组成，依次成立，随后声名狼藉。
反议会主义还受到一系列政治和金融丑闻的助长：阿瑙事件（玛尔特·阿瑙利用她的政治支持，通过她的报纸《法国公报》吸引了小额储蓄者的储蓄）、乌斯特里克事件（1930年银行家阿尔贝·乌斯特里克的欺诈性破产导致安德烈·塔迪厄政府垮台，他的印章保管人卷入了这一事件），最后是2月6日危机的直接原因，斯塔维斯基事件。

### 斯塔维斯基事件和后果

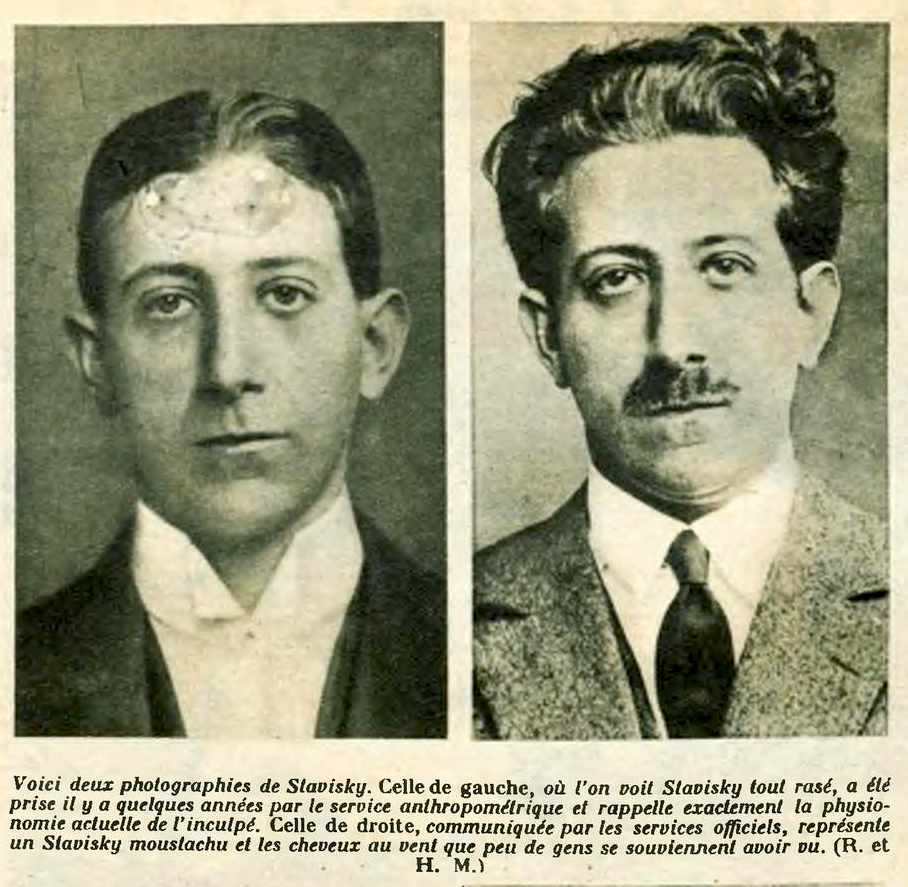
亚历山大·斯塔维斯基的脸：左边是法医人体测量照片，他最出名的外表；右边是1926年左右用来隐藏和模糊其行踪的脸

这一涉及巴约讷市信贷的新丑闻于1933年12月爆发。出现了亚历山大·斯塔维斯基（Alexandre Stavisky）的角色，他是一名骗子，与包括卡米耶·肖当（Camille Chautemps）政府部长在内的几名激进党议员有联系。媒体随后透露，亚历山大·斯塔维斯基从审判中受益19次，而检察官办公室由卡米耶·肖当的姐夫领导。1934年1月8日，亚历山大·斯塔维斯基被发现死亡。根据警方的说法，他自杀了，这引起了怀疑。右翼人士认为，他是在肖当的命令下被谋杀的，以避免曝光。1月12日，议员让·伊巴内加莱（Jean Ybarnegaray）在众议院要求成立一个调查委员会时，被部长会议主席拒绝：“让司法部门做好自己的工作。肖当犯了一个心理错误，助长了法兰西运动的演说。
从1月7日起，法兰西运动鼓动巴黎人向代表们发出嘘声，高喊“打倒小偷！。1月9日晚，君主派运动举行了示威。它在1月9日的一期中宣称：“今天，议会的回归日，在你们离开车间和办公室的时候，我们敦促你们成群结队地围着波旁宫，高喊‘打倒小偷！打倒凶手！’要求正义和荣誉。”。第一天晚上，2000名成员和支持者响应了呼声。1月11日，《自由报》社长艾马尔先生和《意志报》社长迪巴里先生被捕，4800名示威者走上人行道，爱国青年联盟加入了法兰西运动。1月12日的降雨使抗议者望而却步，但示威活动在1月19日和20日恢复。法兰西运动的学生和保王党报贩高呼：“打倒肖当！打倒小偷！斯塔维斯基在先贤祠！”。1月23日，一场关于斯塔维斯基案的新辩论导致众议院以多数票（左派）对部长会议主席卡米耶·肖当投了信任票（367票对201票）。反过来，全国纳税人联合会走上街头，出现在法兰西运动之外的另一个汇合点。
1月27日，示威活动扩大到共产党人，他们声称自己是苏联人，并唱国际歌。印章保管人欧仁·雷纳尔迪（Eugène Raynaldy）被淋湿，他选择退休，部长会议主席于1月28日认输。肖当内阁的辞职平息了这些要求。在三周内，近2000人被捕，数百名执法人员受伤。法兰西运动组织的莫里斯·皮若（Maurice Pujo）后来向调查委员会解释说：“有人会告诉我，拔掉长凳、连根拔起树木、在公共道路上扔树篱是可耻的。当然，我们在街上寻找混乱。示威没有其他目的。”

### 内阁更替
共和国总统阿尔贝·勒布伦呼吁激进派爱德华·达拉第组建新政府。它吸收了前内阁的八名成员，增加了两名“左翼共和党人”（弗朗索瓦·皮埃特里和古斯塔夫·杜桑），一名中间派共和党人（让·法布里），以及一名新成员和共济会会所成员欧仁·弗洛。组阁于1月30日完成。有些人是中右翼政治家，比如让·法布里。
虽然右翼试图利用斯塔维斯基事件取代1932年选举中由左翼卡特尔赢得的多数席位，但极右翼的打击更为强烈：反犹主义、仇外心理（亚历山大·斯塔维斯基是归化的乌克兰犹太人）、对共济会的敌意（肖当本人也是共济会成员）、反议会主义。根据历史学家塞尔日·贝尔斯坦（Serge Berstein）的说法，斯塔维斯基事件的严重性和所涉人物都不是例外，而右翼正希望在这一问题上推翻左翼政府，利用激进党在众议院没有绝对多数的事实，从而形成脆弱的政府。从右翼的角度来看，这无数丑闻是一滴水，从妥协的泥潭溢出。

### 2月6日危机的爆发

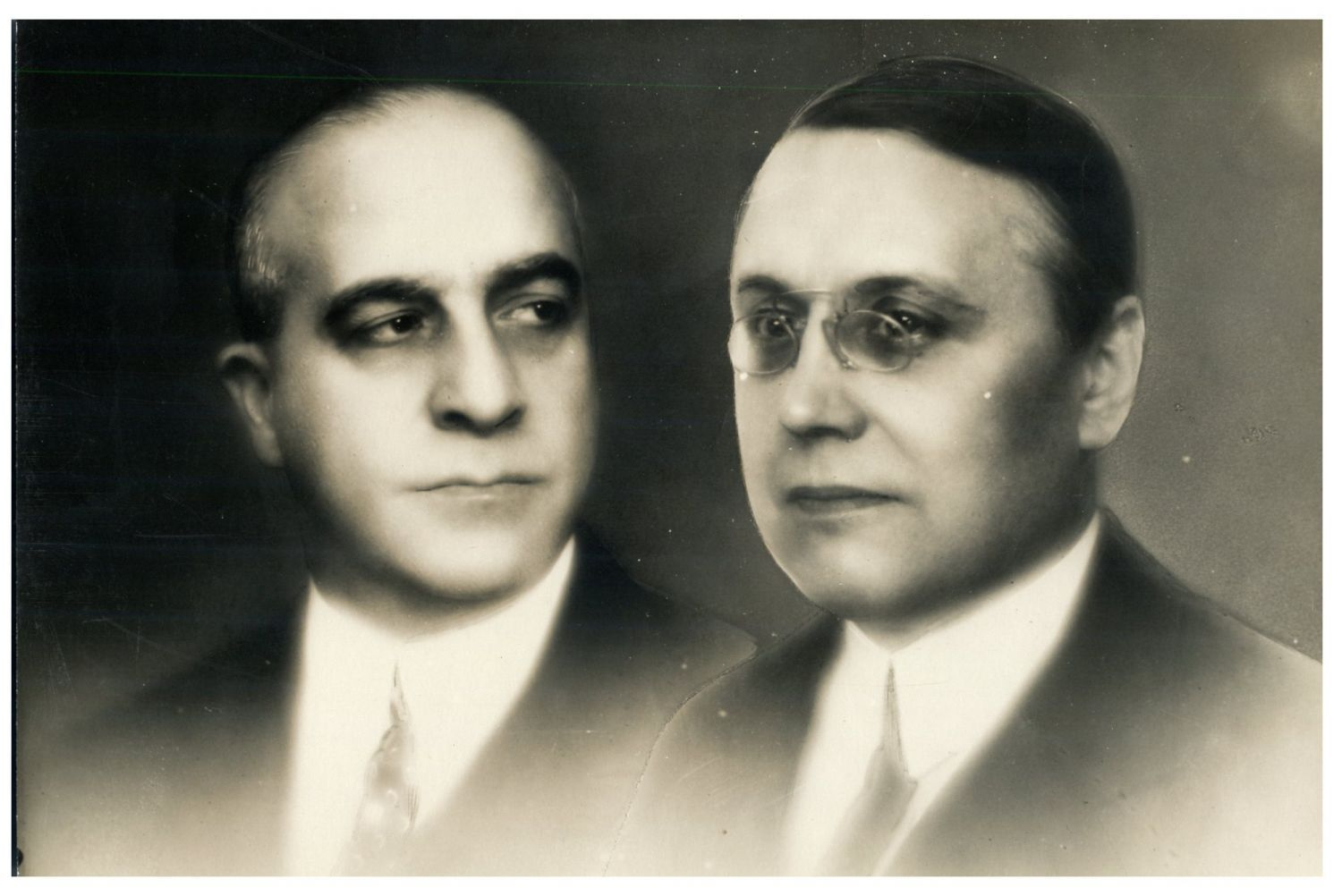
1934年2月5日，塞纳省长爱德华·雷纳尔（右）辞职，以回应警察局长让·恰普（左）的调动。

1934年2月3日，巴黎得知其警察局长让·恰普（Jean Chiappe）被调到摩洛哥：爱德华·达拉第实施了一系列调动、晋升和制裁，以阻止被斯塔维斯基事件所困扰的人。然而，警察局长受到左翼人士的憎恨，他在过去7年中一直在非暴力地阻碍左翼的示威，但受到右翼和极右翼的喜爱，对此他表现出极大的宽容。左翼报纸指责他参与了斯塔维斯基事件数周，但右翼谴责了与SFIO议员讨价还价的结果：恰普调离以反对支持新政府。部长皮埃特里、杜桑和法布里于2月4日辞职，第二天塞纳河省长爱德华·雷纳尔也辞职。有传言称，与部长会议主席发生冲突的马克西姆·魏刚将军将是下一个调动者。新的警察局长是阿德里安·邦内富瓦·西布尔，他曾是塞纳-瓦兹省（凡尔赛）的省长。虽然他在首都没有特别的经验，但政府甚至在他的任命法令在《官方公报》上公布之前就邀请他就职，他匆忙前往执掌警察局在他的工作人员和市警察中造成了不安，这一点后来在议会事件委员会的听证会上得到了证实。
巴黎各地立刻张贴了示威呼吁：2月6日（新政府必须提交到众议院的那一天）在协和广场（Place de la Concorde）举行会议，时间取决于抗议活动的起源。爱国青年担心反教会和反爱国的清洗：“明天，屈服于德国的压力，胜利的组织者之一将被迫离开：魏刚将军。军队、司法机构和各级政府正在准备一场可怕的大屠杀，那些证明自己独立和爱国主义的人将受到打击。纸牌制度将重生！因言获罪已经恢复。”。大学方阵将警察局长的突变解释为极左翼革命的信号：“当共产主义革命者决定‘尝试政变’时，他们准备好了警察的殷勤。[…]小偷和叛徒的政府！”。大学阵线呼吁召开一次独立于政治亲缘关系的集会：“学生们，在政党之外和政党之上，独立于所有右翼或左翼组织，我们来呼吁那些像我们自己一样一直拒绝参与政治的同志们。法国处于危险之中，明天革命组织将试图夺取权力，毫无防备地将我们的国家交给侵略者。没有必要加入一个团体来反抗今天谴责生活在其中的人的制度的可怕丑闻。为了我们这一代人的荣誉，学生们必须站起来，领导正在形成的伟大的全国运动。”
巴黎的大多数报纸都感到愤怒：《自由报》、《人民之友报》、《毫不妥协报》、《巴黎回声报》和《小巴黎人报》支持让·恰普，并在2月6日在不同地点发表了示威呼吁。《人民之友》在回应法兰西团结的呼吁时写道：“政府必须意识到，人民已经觉醒，正在前进，决心结束革命国际和腐败政客。”法兰西运动的莫里斯·皮若（Maurice Pujo）发布一篇简短文章《致我们的朋友》表示运动成员正“邀请他们（巴黎人）在我们告诉他们的时间和地点做好准备”，法兰西运动在第二天呼吁法国人“今晚，在车间和办公室的出口时间（……）聚集在房间前，高喊‘打倒小偷！’向部长及其议会支持者表明，他们已经受够了这个卑鄙的政权。”
达拉第政府认为，它正在处理一个简单的政治策略，只要展示武力就足以平息。2月6日之后，左翼政党承认担心有阴谋推翻共和国，这与德国和奥地利法西斯主义的加强有关。情报总局局长讷德先生和警察局局长佩里耶先生在议会调查委员会的审讯中对这一论点提出了质疑。马塞尔·戴阿特（Marcel Déat）是一名议员，因其威权主义倾向而被排除在SFIO之外，他在1934年写道：“2月6日，在协和广场，有反动派、法西斯主义者、有组织和勇敢的小部队，是的；但也有一大群善良的人，他们没有政治观点，但却有不满和愤怒的话题。甚至还有激进分子和社会主义者，如果他们示威，那就是反对羞辱共和国的混蛋们（saligauds）。”
在2月头几天过热的气氛中，报纸谈到诉诸军队来对抗计划中的抗议活动。法兰西运动和《巴黎回声报》发布号称是被运送到波旁宫的机关枪的照片。事实上，他们是当天前来向下葬的勒费弗尔将军致敬的军队队伍的一部分。《日报》和《自由报》宣布在左岸兵营举行坦克集会。全国纳税人联合会在给共和国总统的公开信中对此提出了投诉。

## 1934年2月6日之夜

### 不同的示威
2月6日，同时举行了几次示威。极右翼联盟在两次世界大战期间发挥了非常重要的作用，特别是在左翼执政期间，自1932年议会选举以来一直如此，他们组成了几个游行队伍。
在2月6日的主要联盟中，最古老的是法兰西运动。1898/1899年由莫里斯·皮若（Maurice Pujo）、亨利·沃日瓦（Henri Vaugeois）和夏尔·莫拉斯（Charles Maurras）（60000名成员）创建，旨在推翻“la gueuse”（生铁块，指共和国），以恢复君主制。它依赖于保王党报贩联盟，尽管人数相当有限，但他们在街上非常活跃。最近成立（1924年），声称继承爱国联盟遗产的青年爱国者有90000名成员，其中1500名是“流动团体”的成员。由巴黎议员皮埃尔·泰廷格（Pierre Taittinger）创建，他们与右翼政治家保持着密切关系，其中包括首都的几名市议员。至于1933年由富有的反犹主义香水商弗朗索瓦·科蒂（François Coty）创立的法兰西团结会，它没有明确的政治目标，其成员也较少。
- 最后，尽管其规模微不足道，但马塞尔·比卡尔带领的法西斯主义者。
- 火十字团成立于1927年，是一个退伍军人协会，在其领导人德拉罗克上校的领导下，将招募范围扩大到其他类别，包括女性和非战斗人员。火十字团的灵感来自“老兵”精神，即生活在战壕中的兄弟情谊，无论社会或宗教观点或出身如何。
- 成立于1928年的国家纳税人联合会塞纳河联合会（Fédération de la Seine）[21]的领导人（主席当图阿尔和总代表阿尔方斯·拉尔日（Alphonse Large））的政治目标与联盟的政治目标相似，早在1月就举行了示威[22]，并呼吁其成员根据其亲和力参加各种示威[23]。

除了一月份的抗议者，退伍军人协会还呼吁在2月6日动员起来。世界上最大的两个战斗联合会之一，全国战斗人员联盟（UNC），其理念接近右翼，由巴黎市议员乔治·勒贝克（Georges Lebecq）担任主席，拥有不少于90万名成员。巴黎和塞纳省的UNC组织呼吁示威。但法国共产党的附属机构共和退伍军人协会（ARAC）也呼吁其成员在2月6日游行，但是口号完全相反，因为它要求“立即逮捕恰普！“

### 行进

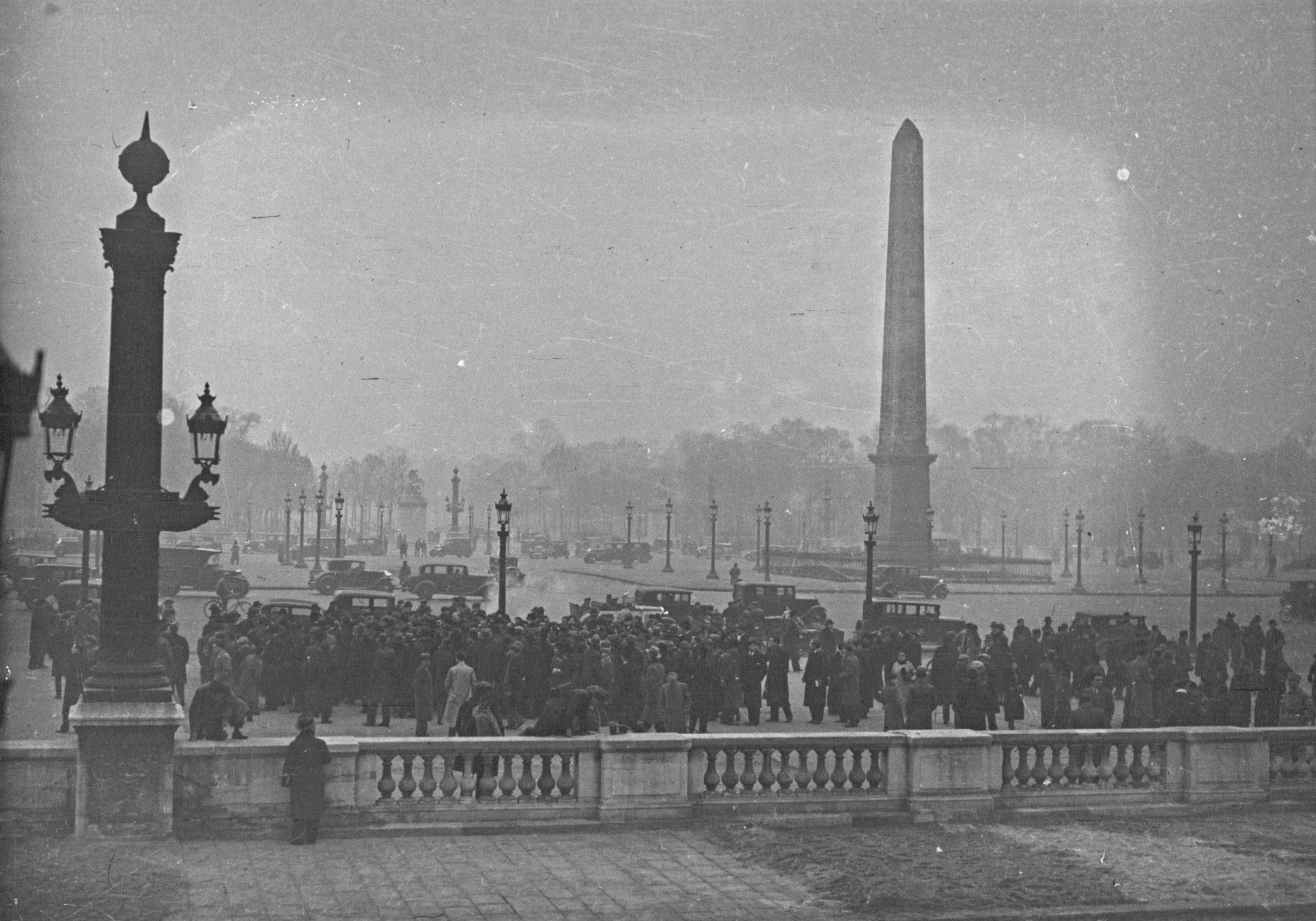
1934年2月6日，示威队伍在协和广场集结

因此，右翼和退伍军人联盟，且无论是右翼还是左翼，都呼吁在达拉第就职当天在巴黎协和广场众议院（波旁宫）前举行示威。总共有30,000至50,000名抗议者，其中大部分是退伍军人和数千名暴乱者。每个人都在主题上动员起来：“打倒小偷！”
极右翼联盟站在这场反议会示威的最前沿。这一天从协和广场的联合开始，所有联盟都出现了。
在巴黎市政厅，一个潜在的临时政府已经到位，由许多市议员组成，其中一些同时也是巴黎的代表。根据传统，青年爱国者被安置在面向市政厅广场，在市政厅的阳台上等待新政府的到来。保王党报贩联盟的两位知名人士马克西姆·雷亚尔·德尔·萨特（Maxime Real del Sarte）和比奈·瓦尔梅尔（Binet Valmer）被派往那里担任联络官，而法兰西运动（Action Française）则将圣日耳曼大道（Boulevard Saint-Germain）和拉斯帕伊大道（Boulevard Raspail）作为其联盟和报贩联盟的会合点。“这些宽阔的道路与波旁宫位于同一层，方便了我们的机动；他们很难阻止，是进入议院的最佳途径，”莫里斯·皮若后来表示。
冲入众议院是要实现的目标。当比奈·瓦尔梅尔留在市政厅进行联络时，雷亚尔·德尔·萨特、青年爱国者和一些厌倦等待的市议员加入了保王党群体，与法国团结会并肩作战，目的是护送“巴黎人民的民选代表前往众议院”，并占领波旁宫。
然后抗议者分散开，最终目标没有实现。

### 骚乱

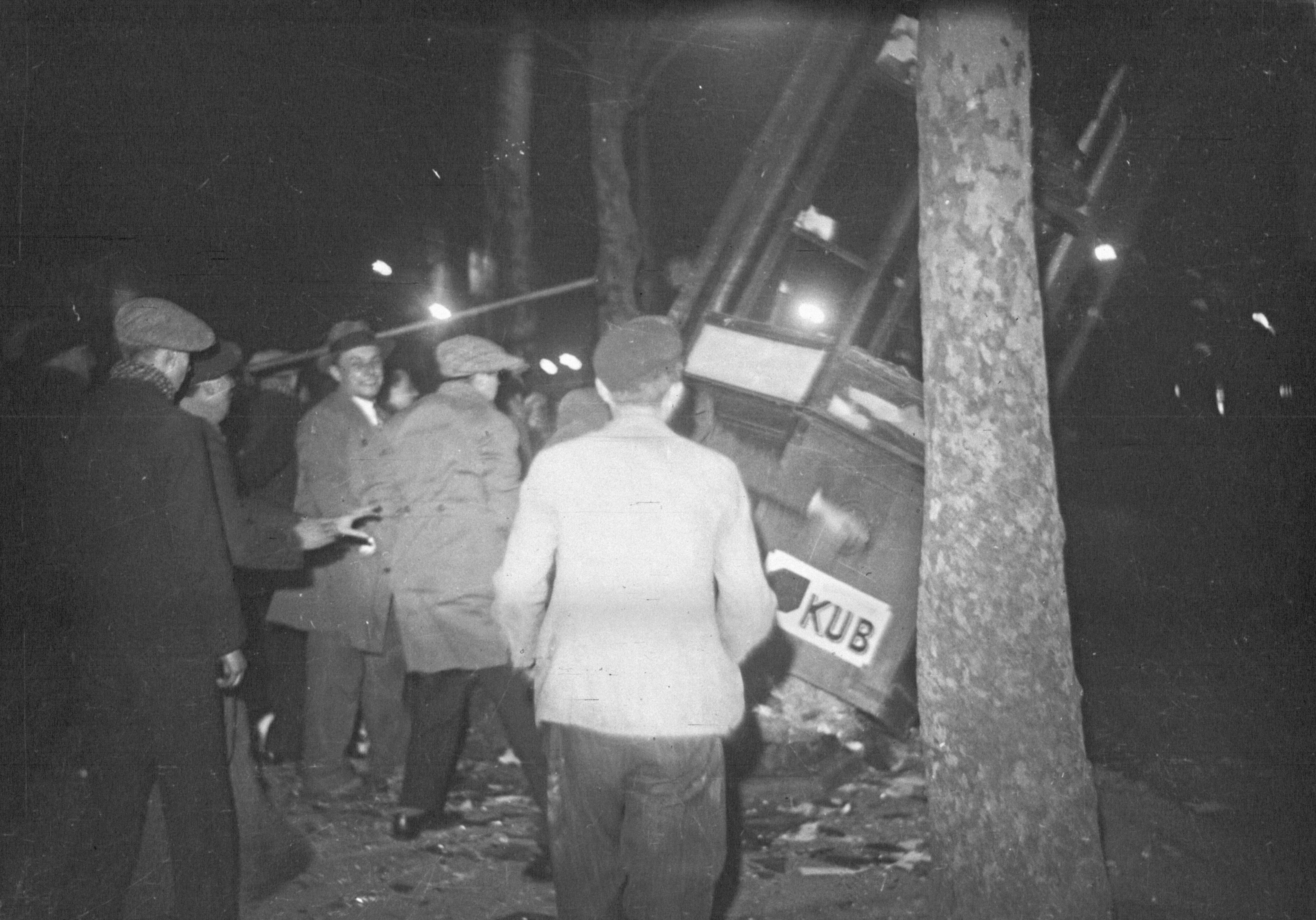
1934年2月6日夜间，骚乱人群推翻了一根广告柱

德拉罗克上校仍然带着他的火十字团，占据了荣军院广场，但拒绝发动政变。在他的召唤下，火十字团迅速散开。尽管他们靠近众议院所在地波旁宫，但他们拒绝占领这座宫殿，他们的分散使任何以武力推翻政权的可能性变得徒劳。
分散后，抗议者前往协和广场，紧随其后的是法国团结会、全国战斗人员联盟和ARAC。正是在那时，示威演变成街头战斗，特别是在索尔费里诺桥。下午，抗议者已经用火示威，但后来，在傍晚早些时候，公共汽车被烧毁。
数千名武装分子，其中一些人携带武器，试图向波旁宫进军。暴乱非常暴力，用煤球、铸铁碎片、塞进棍子末端的吉列刀片、用钢球去冲撞机动警卫的马，还有使用左轮手枪的子弹。警察受到骚扰，然后根据议会调查委员会的调查结果（见下文），在晚上至少出现三次枪击和开火。冲突持续了一夜。

### 伤亡

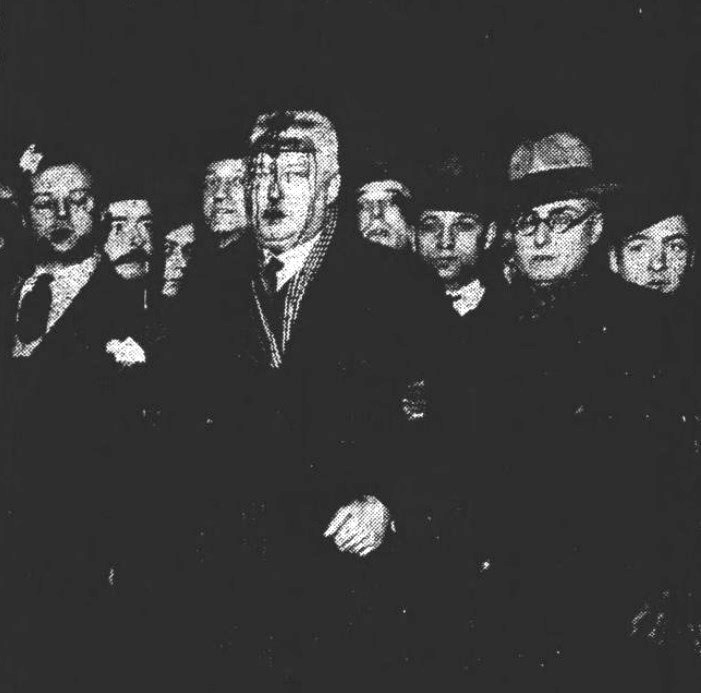
全国战士联盟主席乔治·勒贝克头部受伤

议会调查委员会主席于2月6日迅速编制并公布了伤亡的详细情况。
在抗议者或旁观者中，当晚有12人死亡，657人受伤。其中被子弹击中导致12人死亡，62人受伤：致命的7.65毫米口径手枪弹药高达400米。
法兰西运动对总共6名示威者死亡表示遗憾（阿尔方斯·奥夫施奈德、康斯坦丁·坎博罗格鲁也称坎博·科斯塔、乔治·鲁波迪、儒勒·勒孔特、夏尔·里埃万和雷蒙德·拉朗德），16名成员和10名支持者被击伤。青年爱国者联盟哀悼两名死者（让-埃鲁瓦·法布尔和雷蒙·罗西尼奥尔），以及法国团结会同样有两人死亡（格拉蒂安·谢尼耶·勒·茹昂·德·诺布朗和加里·梅齐亚内），另有26人受伤。全国战士联盟在调查中证实，其队伍中没有死亡，但有53人被警棍、军刀和左轮手枪枪托击伤。联盟主席乔治·勒贝克本人头部受伤。没有人员死亡的火十字团在游行队伍混乱后有2人受枪伤，120人被军刀、警棍和枪托击伤（2月5日和6日）。法国共产党报告说，其成员中有2人被枪杀，同情者中有1人受伤。在被法兰西运动人员杀害的18名抗议者中，至少有9人不属于任何政治协会。
在服役警官方面，有1人死亡，共和国卫队马塞尔·弗朗德尔（Marcel Flandre）几天后因伤重死亡，并将被追授军事勋章，1,664人受伤。其中969人是维和人员，695人是士兵：14名巴黎消防队员和681名宪兵（225名机动警卫、271名共和国警卫和185名省宪兵）。根据布雷将军（法国军队的悲剧）的说法，新任命的战争部长菲利普·贝当将军取消了向共和国卫队“朗德尔”（原文如此）颁发军事奖章，并在圣宠谷教堂的家人面前移除了棺材上的装饰。几乎所有的伤害都是由抛射物（石头、碎石、破碎的铁弓、玻璃碎片和沥青）造成的。有些伤害是用棍棒或警棍造成的。一些抗议者使用固定在手杖末端的剃须刀刀片割断马的飞节，从而切断骑兵冲锋的动力，试图将其拔出的警官遭受了一些割伤。只有3处枪伤（另有2处可能的枪伤）。
以下是根据皮埃尔·佩利西耶（Pierre Pellissier）的工作、代表负责调查1934年2月6日事件原因和起源的调查委员会编写的报告和新闻报纸编制的名单。
| 姓名                              | 年龄 | 隶属团体   |
| --------------------------------- | ---- | ---------- |
| 阿尔方斯·奥夫施耐德               | 27岁 | 法兰西运动 |
| 格拉蒂安·谢尼耶·勒·茹昂·德·诺布朗 | 55岁 | 法国团结会 |
| 雷蒙·库德罗                       | 49岁 | 无所属     |
| 让-埃勒瓦·法布尔                  | 不详 | 青年爱国者 |
| 科朗蒂纳·古尔朗                   | 34岁 | 无所属     |
| 雷蒙德·罗西（罗西尼奥尔）         | 37岁 | 青年爱国者 |
| 马留斯·拉布谢                     | 不详 | 无所属     |
| 亨利·拉梅尔                       | 31岁 | 无所属     |
| 阿尔贝·明尼耶                     | 27岁 | 无所属     |
| 雷内-阿兰·普齐亚                  | 29岁 | 无所属     |
| 乔治·鲁博迪                       | 36岁 | 法兰西运动 |

| 姓名        | 年龄 | 隶属团体   |
| ----------- | ---- | ---------- |
| 康波·科斯塔 | 42岁 | 法兰西运动 |
| 儒莱·勒孔特 | 35岁 | 法兰西运动 |

| 姓名              | 年龄 | 隶属团体     | 死亡时间      |
| ----------------- | ---- | ------------ | ------------- |
| 卢西安·加尔尼埃尔 | 16岁 | 无所属       | 1934年11月1日 |
| 让·莫班           | 24岁 | 无所属       | 1934年12月7日 |
| 夏尔·里埃万       | 34岁 | 法兰西运动   | 1935年12月6日 |
| 雷蒙·拉朗德       | 34岁 | 王党报贩联盟 | 1936年2月4日  |

| 姓名                                  | 年龄 | 隶属团体           |
| ------------------------------------- | ---- | ------------------ |
| 路易·艾特维诺                         | 25岁 | 无所属             |
| 安德雷·雅维                           | 39岁 | 无所属             |
| 加里·梅齐亚内（梅齐亚尼，或马齐亚内） | 28岁 | 法国团结会         |
| 阿尔弗雷德·苏加里（或路易·苏加尼）    | 30岁 | 荣誉军团勋章获得者 |

| 姓名                | 年龄 | 隶属团体   |
| ------------------- | ---- | ---------- |
| 莫里斯·比罗         | 28岁 | 法国共产党 |
| 路易·罗辛           | 20岁 | 法国共产党 |
| 文森特·佩雷斯       | 31岁 | 法国共产党 |
| 恩内斯特·施纳尔巴赫 | 30岁 | 法国共产党 |

| 姓名                      | 年龄 | 隶属团体   |
| ------------------------- | ---- | ---------- |
| 马克·泰雷尔               | 38岁 | 法国共产党 |
| 阿尔贝·佩尔德罗           | 36岁 | 法国共产党 |
| 文森特·莫里斯（或莫里耶） | 36岁 | 无所属     |
| 欧仁·布丹                 | 37岁 | 无所属     |

### 争议和议会调查委员会
暴乱之后出现了许多问题：有阴谋吗？是警察还是抗议者先开枪？法律命令是由警察发出的吗？使用了哪些武器？
1934年2月24日成立了一个议会调查委员会，由议员和前司法部长洛朗·邦内维（Laurent Bonnevay）担任主席，由44名议员组成（同一天，第二个调查委员会召开会议，重新调查斯塔维斯基事件）。它本应在复活节（4月1日）前完成工作，但直到7月才得出结论，而6月有三名议员退出，7月4日又有13名议员退出，因为他们拒绝同意其结论（事实上，所有中右翼议员都辞职了）。报告书长达3000页。
在这种情况下，委员会得出结论：
- 那些试图扭曲我们民主制度自由运作的人（……）危及共和国
- 然而，政府内部没有阴谋。这一结论并不令人惊讶，因为所有反对派成员——其中一些人怀疑的内政部长欧仁·弗洛（Eugène Frot）——都已从（调查）委员会辞职。
- 是抗议者首先开枪。但这一说法与大量证词相矛盾，几乎不可能证明抗议者、可能的挑衅者或一些孤立的执法人员中谁先开枪。此外，抗议者使用的许多鞭炮无疑造成或加剧了对枪支射击的混淆。
- 法律传票-通过呼喊和号角-已经发出（但在骚动中能听到吗？）。然而，一些目击者说，孤立的警察和/或宪兵在没有命令的情况下开枪——要么是为了自卫，要么处于恐慌之中。一些机动警卫官员告诉调查委员会，他们命令他们的士兵向空中射击，作为警告。

此外，调查委员会否认了许多关于警察甚至军队存在和使用自动武器（机关步枪和机关枪）的证词，所报告的伤害数量和类型似乎确实证实了这一点（委员会指出，几天前在纪念仪式上拍摄的这类武器的照片可能误导了媒体）。

## 2月6日事件的影响

### 达拉第辞职，改组民族团结政府

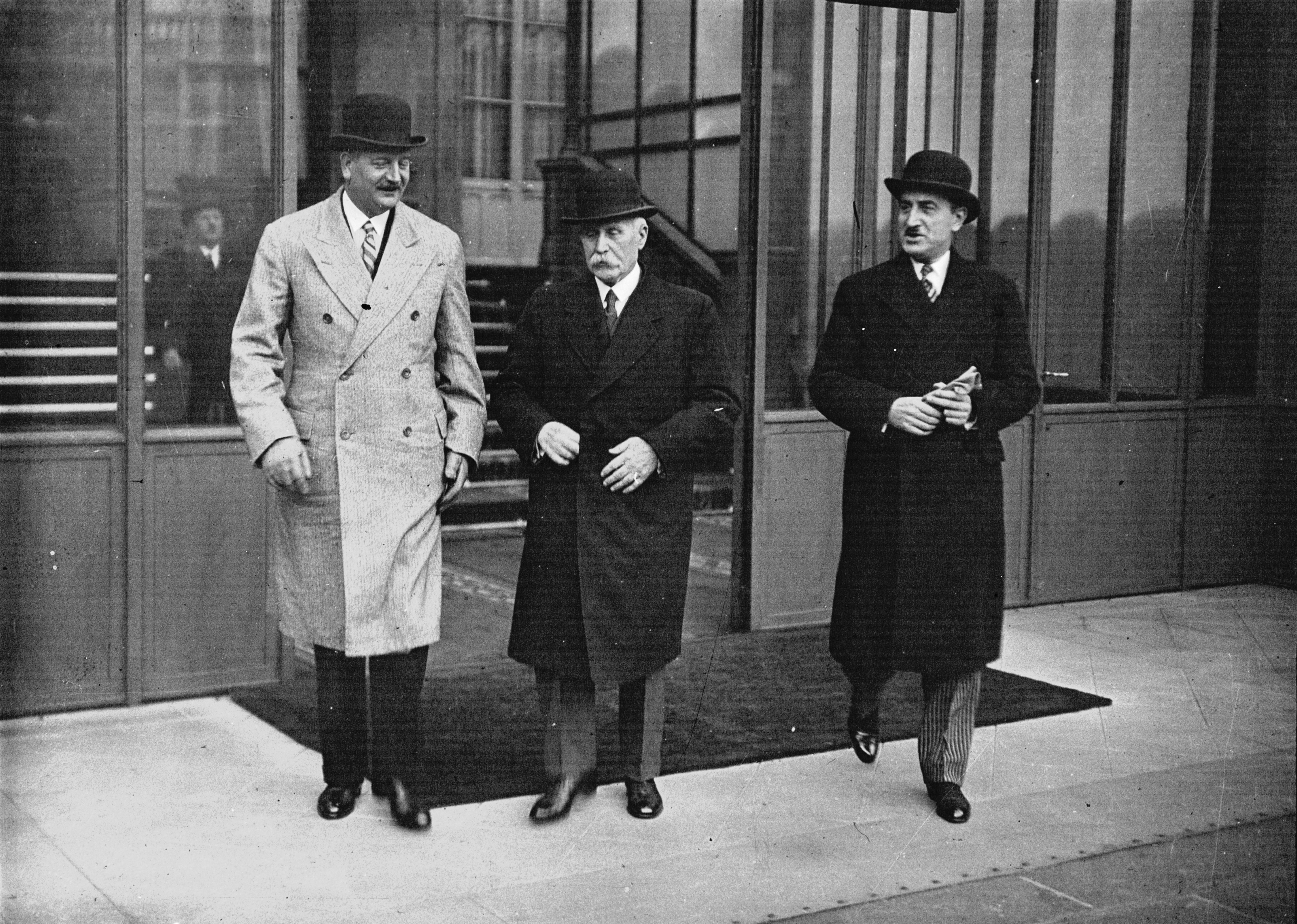
1934年的部长危机，从左至右：皮埃尔-艾蒂安·弗朗丹、菲利普·贝当和阿德里安·马尔奎。

晚上，达拉第采取了恢复公共秩序的第一步（特别是他计划建立围困状态）。但第二天，他的指示几乎没有得到司法部门和警察的遵守。此外，他发现政府中的大多数部长和政党都叛逃了。他最终决定辞职。这是政府第一次在街头压力下辞职。
危机最终随着共和国前总统（1924-1931年）加斯东·杜梅格（Gaston Doumergue）领导的新政府的成立而得到解决，总统阿尔贝·勒布伦（Albert Lebrun）回忆道，联盟似乎对此感到满意。它被称为“民族团结”政府，主要包括议会右翼的主要人物（安德烈·塔迪厄、路易·巴尔杜、路易·马林），尽管一些激进派分子或政坛新手贝当（战争部长，这是他第一次部长级经历）也在其中。
这个新政府虽然不是2月6日示威的结果，但似乎表明了按照安德烈·塔迪厄在内阁中制定计划改造第三共和国的意愿。然而，历史学家让·加里格（Jean Garrigues）注意到，部长会议主席并不是委托给“妙得出奇的”塔迪厄，而是委托给“图尔讷弗耶的老圣人”杜梅格，他乍一看与塔迪厄完全相反，代表了面对大胆的经验和现代性的保守主义。从求助于被视为“天意之人”的人格角度来看，“然后开始一个象征性的序列，其结果”将是1940年7月10日菲利普·贝当的全权投票。

### 迈向左翼联盟
左翼将2月6日的事件解释为法国法西斯危险的证据。共产党人于2月9日在共和国广场单独进行反示威。2月12日，CGT（接近社会党人）和CGTU（接近共产党人）决定举行为期一天的大罢工，SFIO和共产党呼吁在巴黎举行示威，这不是一个共同的目标，但看到两个游行在基层的倡议下混在一起。因此，这一天标志着社会党和共产党之间的第一次谨慎和解。
随后，3月5日成立了反法西斯知识分子警戒委员会，将共产党和社会党知识分子聚集在一起，继续这种和解。6月，法国共产党领导人莫里斯·多列士（Maurice Thorez）提议与SFIO建立一个行动单位；它“接受联合行动反对法西斯主义和战争的提议”，并于7月27日签署了《团结条约》。31日，双方共同纪念让·饶勒斯遇刺20周年。10月4日，在激进党大会召开前不久，莫里斯·多列士、雷诺·让（Renaud Jean）和其他法共代表呼吁“建立一个广泛的人民阵线”，这导致1936年成立了人民阵线政府，由激进党和社会党组成，并得到共产党的支持。
另一方面，1934年2月6日的事件加速了天主教周刊《七》的发行，该周刊希望在“国家”和“人民”两个集团之间建立一条基督教道路，“超越党派，不妥协”。在《七》第1期的前几页，出现了一幅讽刺性的反法西斯漫画。这家天主教周刊发表了对莱昂·布鲁姆的采访。
国际纵队的一个营被命名为2月6日营。

### 右翼激进主义：法国法西斯主义问题

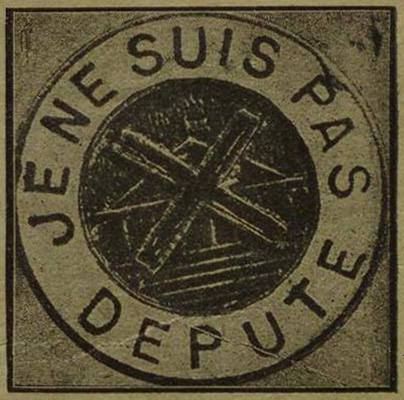
2月6日骚乱后次日，右翼联盟佩戴的“我不是议员（Je ne suis pas député）”徽章

2月6日的解释是历史学家之间关于第三共和国统治下法国法西斯主义的辩论甚至争执的一部分。右翼联盟有时使用暴力的方法、准军事的姿态和对领袖的崇拜，使得他们经常被同化为法西斯主义，即便不是纳粹主义，尤其是历史学家泽夫·斯特恩赫尔（Zeev Sternhell）的观点。但除了外表和他们希望看到议会政权让位给强势政权之外，其他历史学家（包括塞尔日·伯恩斯坦、勒内·雷蒙、米歇尔·维诺克）认为，很难区分他们有真正的法西斯计划。米歇尔·多布里（Michel Dobry）将他们的方法描述为“法西斯主义的豁免理论”，认为这是一种目的论观点。英国历史学家布莱恩·詹金斯和克里斯·米林顿的《法国法西斯主义，1934年2月6日和共和国的衰落》（2020年）也批评了“豁免理论”，该理论强调了法国的共和和民主政治文化，并强调了2月6号骚乱所揭示的法西斯威胁。这些历史学家展示了抗议活动的流动性及其不可预测的演变、地点的多样性、不同抗议者群体之间的多孔性、火十字团或全国战斗人员联盟退伍军人与法兰西运动或青年爱国者武装分子的混合。没有阴谋，而是团体之间的勾结和竞争。为了解释抗议者的失败，一些人认为他们是法西斯主义者，他们表明联盟“缺乏选举和议会存在”，他们难以“走出议会外抗议，进入政权的体制结构”，这与历史学家安托万·普罗斯特（Antoine Prost）指出的意大利和德国的情况不同。
2月6日之后，议会右翼开始强硬，接近极右翼。其许多领导人对议会机构失去信心。1936年后，随着人民阵线和西班牙内战，这种右翼化加速。
对于一些极右翼联盟来说，2月6日是一个错失的推翻政权的机会。它引起的失望导致了一些激进主义，他们随后转向法西斯主义或纳粹主义。德拉罗克上校的火十字团在示威中得到了加强，部分原因是他们相对温和，随后赢得了许多追随者，有时以牺牲其他联盟为代价，使他们成为以反法西斯主义名义接近的左翼政党和运动的优先目标。
新秩序参加了2月6日反政府示威后成立的二月俱乐部的活动。该俱乐部由罗贝尔·阿隆（Robert Aron）和丹尼尔·罗普斯（Daniel Rops）（新秩序）、雅克·阿提伊（Jacques Arthuys）和让·卡尼亚特（Jean Cagnat）（公共行动）、克里斯蒂安·皮诺（Christian Pineau）和查尔斯·里安代（Charles Riandey）（新团队）、皮埃尔·昂德罗（Pierre Andreu）和让·勒马尔尚（Jean Le Marchand）（国民-工团主义者阵线）、让·阿莫斯（Jean Amos）和皮埃尔·万特（序幕）。

### 防暴的教训

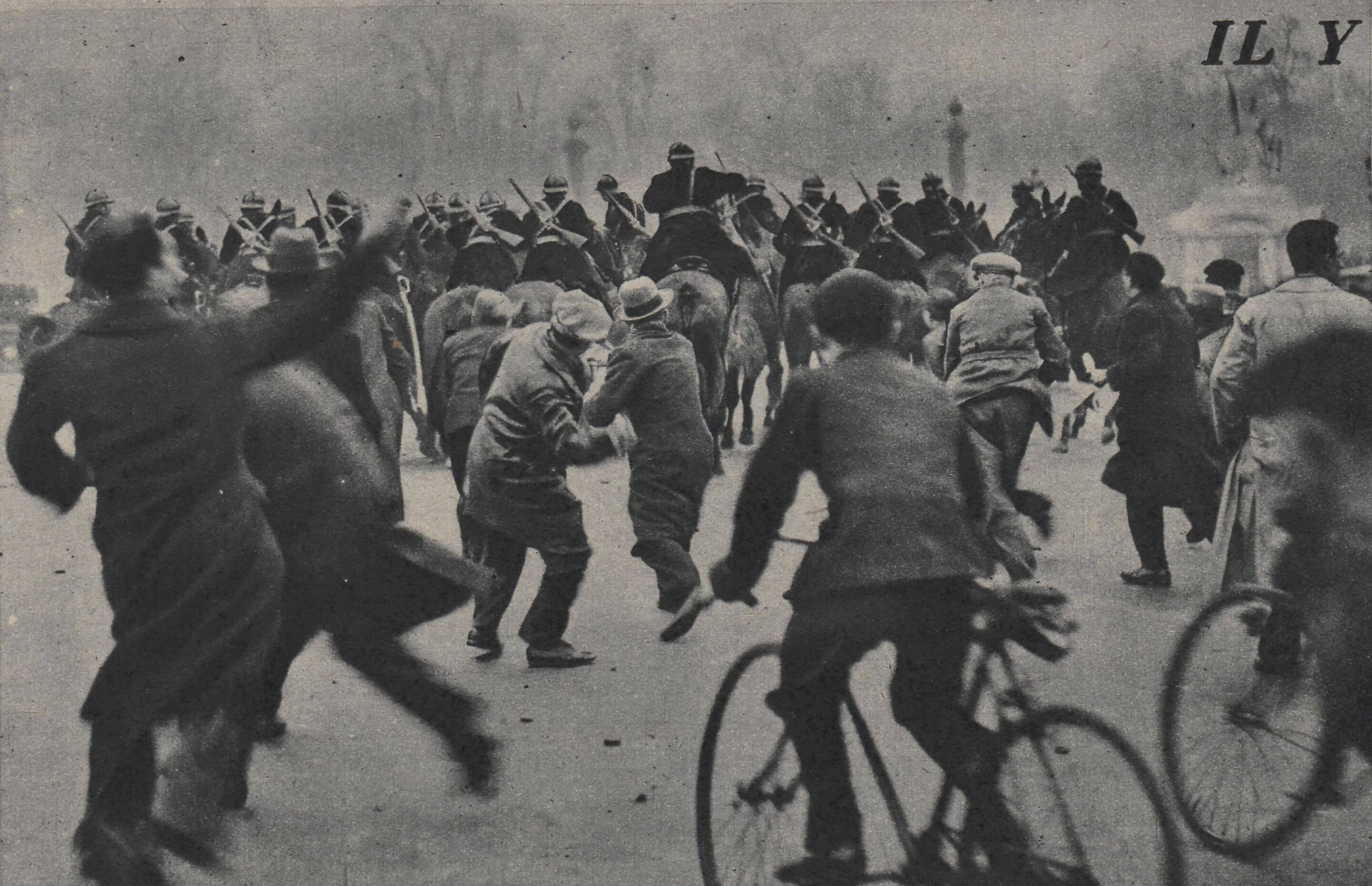
2月6日，共和国机动卫队的骑兵在协和广场对抗暴乱者。

大量受害者不可逆转地加剧了政治危机，并将在人们的脑海中留下持久的印记。当然，一些抗议者的侵略性和一些人或多或少表现出的推翻政府的意愿是有问题的，但似乎不仅情况没有得到很好的预测（特别是抗议者的数量，因此需要必要的警察部队），而且当局，特别是新任命的警察局长，管理得非常糟糕，因此缺乏经验：不同的维持秩序力量，混合在一起，装备不良，数量不足，发现自己被困在波旁宫前，没有撤退的可能性，最终开火。在随后的抗议活动中——无论是在战争之前还是之后——仍有许多人死亡，但执法官员将吸取教训，他们将“零死亡”作为维持秩序的黄金法则——特别是在68年5月。

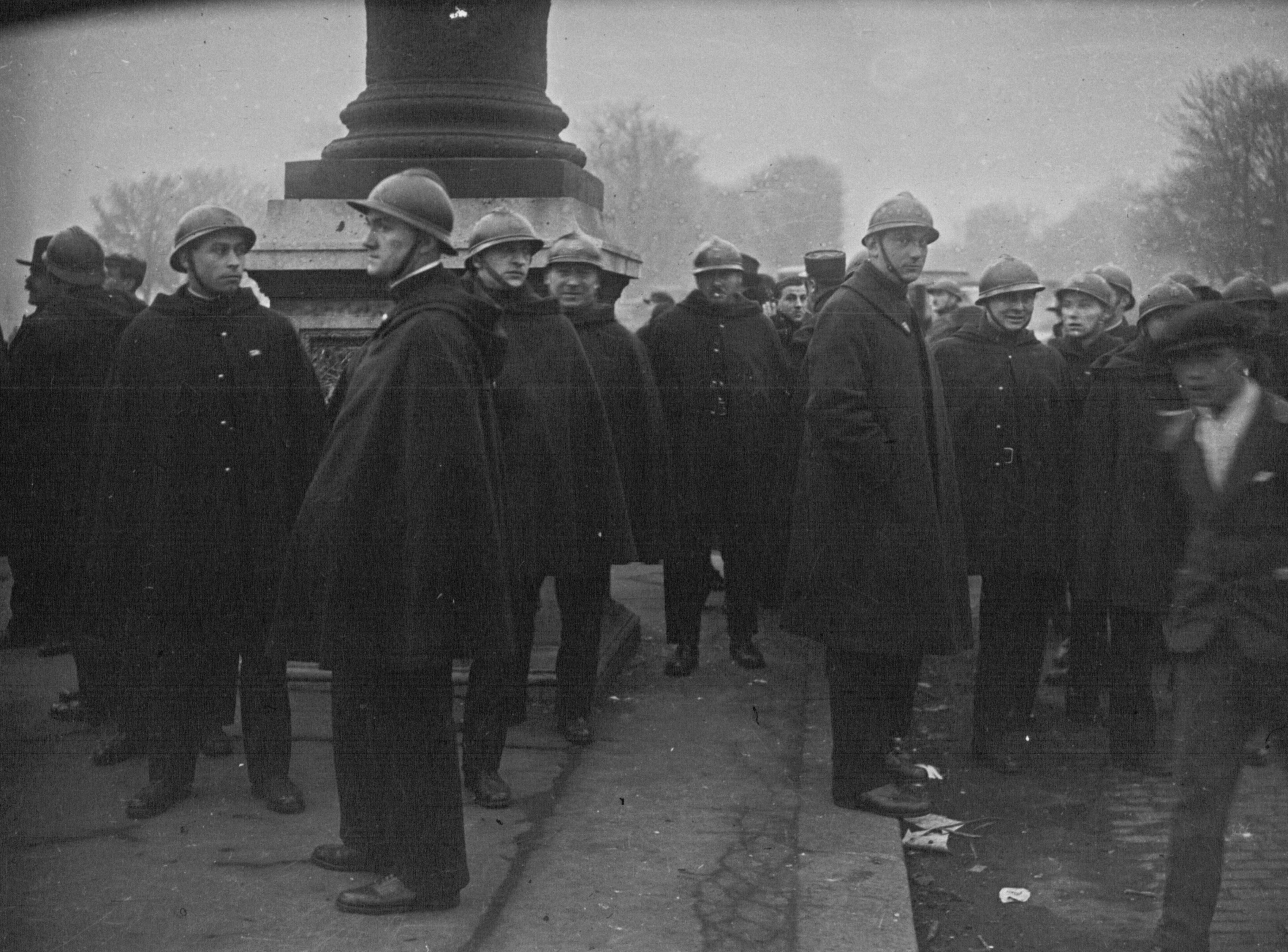
2月6日，守卫在协和广场的警察官部队

在接下来的几个月里，政府将采取各种措施，或多或少直接受到2月6日事件的启发：
- 根据1934年4月28日的法令（警察总部没有变化），加强了整体安全总局，成为国家安全总局。[51]
- 1935年3月25日恢复了《刑事调查法》第10条[51]。该条于1933年2月7日被《个人自由保障法》废除，赋予巴黎省省长和警察局长签发逮捕令的权利，除其他外，可用于在公共秩序出现明显甚至预期的骚乱时进行临时逮捕。
- 1935年10月23日的法令规定，公共道路上的任何示威都必须事先向市和县当局申报，该申报必须提前三天提交，并注明目的、地点、日期、时间和计划行程。
- 1935年10月27日的帕加农通告（以内政部长的名字命名）要求省长发布命令，禁止“预测事件并引起对动乱的恐惧”的集会[51]。

最后，1936年1月10日的法律加强了解散社团的权力，特别针对煽动武装街头示威的社团和团体，以及旨在破坏国家领土完整或以武力攻击共和政体的准军事组织或团体。
1936年2月，在莱昂·布鲁姆（Léon Blum）遭受袭击后，它被用来解散法兰西运动联盟（Ligue d‘Action Française）、王党报贩全国联合会（Fédération Nationale des Camelots du Roi）和法兰西运动学生全国联合会，然后在1936年6月解散了其他四个联盟，包括火十字团（Croix de Feu），当时一些联盟（青年爱国者、法国团结会）刚刚转变为政党，试图逃避法律。
联盟对这些措施的反应是要么转变为政党，要么作为国家革命行动秘密组织（OSARN）躲藏起来，更为人熟知的是“风帽团”。
1983年5月下旬，反对高等教育改革的警察和学生在距离爱丽舍宫几百米的亚历山大三世桥上爆发冲突，密特朗总统召集内政部长加斯顿·德弗雷和国务卿约瑟夫·弗朗塞斯基对他们进行训斥。他告诉他们：“自1934年2月6日以来，每个人都知道，绝不允许抗议者进入波旁宫、爱丽舍宫和博沃广场的周边地区。”因此，1934年2月6日示威所造成的冲击在法国政治家的意识中一直持续到20世纪80年代。1984年2月6日星期一，极右翼国民阵线党主席让-马里·勒庞首次应邀参加电视节目《真相时刻》；也就是说，从有争议的示威之后过了整整50年。虽然声称极右翼现在应该在视听媒体中拥有与国民议会中代表的右翼和左翼四大组成部分相同的地位，但该节目的组织者更愿意将邀请推迟到13日星期一。

### 文化展示

#### 法式漫画
1934年2月6日在几部漫画中被描绘或简洁地刻画。
在奥利维耶·勒格朗（Olivier Legrand）和让·布莱兹·迪让（Jean-Blaise Dijan）的《帕拉贝勒姆》（Parabellum）中，对风帽团的调查唤起了一些事件相关的暴乱。
在克里斯蒂安·穆凯（Christian Mouquet）和埃里克·斯泰尔纳（Éric Stalner）的《虱子》（Les Poux）系列第三卷，主人公在暴乱期间发现自己身处协和广场（Place de la Concorde）中间。
1934年2月6日，蒂埃里·格洛里斯（Thierry Gloris）和爱德华多·奥卡尼亚（Eduardo Ocaña）在有关凯旋门（Arc de Triomphe）的《法国一代》（Une génération française）系列第1卷中描绘了1934年2月6日事件。
在马利克和巴隆·布吕迈尔的Les Morin Lourdel系列的第1卷中，几个主要角色发现自己处于协和广场暴乱的中间。
在《美丽的希望》第1卷中，莎拉·伯恩斯坦和她的兄弟从街上看到了示威。
在《米萨克·马努先的英雄生活》（Missak Manouchian, une vie héroïque）中，主人公在暴乱中在协和广场面对联盟。

#### 迷你剧集
在《上帝的喜悦》系列的第四集中，几个主角参与了暴乱。

#### 电影
1943年的《神秘力量》，一部反共济会和反议会的电影，从波旁宫角度观看这场示威。

## 记录片
2020年：1934年2月6日：塞德里克·格吕亚执导的《共和国摇摇欲坠的那一天》。

## 备注
1. ↑  7日的示威涉及6日晚上的一些（右翼）行动派，但也涉及共产主义者，以及巴黎或郊区人口中大量不受控制的成员。至少有4人死亡。9日的事件主要是一次共产主义示威，造成4名新受害者（加上4名后来因受伤死亡的人）。12日的示威将社会主义者和共产主义者聚集在一起，虽然向全国的主要示威不是暴力的，但在郊区有两名受害者，在马赛有一名受害者。
2. ↑  他们中的一些人遵守了法兰西运动在2月6日分发的传单中发出的口号：“今晚，当车间和办公室离开时，他们（法国人）将聚集在房间前，高喊‘打倒小偷！’向部长及其议会支持者表明，他们已经受够了这个卑鄙的政权。”另一方面，人们也呼吁抗议“利润和丑闻政权”。
3. ↑  示威结束时确定的弹药消耗清单显示，共和国机动卫队发射了197发弹药，巴黎共和国卫队53发，巴黎省宪兵168发，维和人员121发。在受害者身上发现的所有子弹都是7.65毫米口径（这是所有警察部队的共同口径），但8毫米口径的子弹除外。当时的许多报纸报道了轻机枪、重机枪甚至坦克的射击，但这些说法既没有得到证实，也没有得到受害者受伤人数或类型的证实。
4. ↑  使用剃须刀“割断马的飞节”的情况将被广泛报道，并引起人们的注意，但在305匹参与的马中（其中只有25匹在协和广场），有120匹马或多或少受到严重伤害，其中5匹马因投掷射弹而脱臼，7匹马被割伤，但没有一匹马的飞节被割伤。三匹马因跌倒或受到打击而骨折后被扑杀。
5. ↑  此外，他的主要副手、市警察局长保罗·吉沙尔（Paul Guichard）从一开始就显然对他的任命持保留态度，5日晚上因阑尾炎手术住院，其现实性或至少紧急性将在稍后讨论，特别是在议会调查委员会。
6. ↑  当时的媒体主要谈论共和国机动卫队（目前的机动宪兵），但它占部署人数的不到三分之一，受伤人数的不到八分之一。此外，证词以及消耗的弹药清单似乎表明，所有警察（机动警卫，但也包括省宪兵、巴黎共和国卫队和警察）都开火了。[50]
7. ↑  警察装备非常差（没有盾牌，没有催泪瓦斯，没有消防车，消防队员使用了一些消防喷枪）。此外，根据当时有效的警察总部的指示，被征用控制示威的共和国机动卫队排被命令将步枪留在营地，因此只保留手枪。这项规定将在2月7日和9日的后续示威中被放弃，但可以注意到，7日死亡的4人中至少有2人颅骨骨折，可能是由枪托殴打造成的。[51]
8. ↑  包括罗泰专员在内的许多官员向委员会报告说，他们被命令“不惜一切代价进行防御，不让桥头堡后退一个鞋底”[51]